# Sébastien Foucan
Sébastien Foucan, né le 27 mai 1974 à Paris (France), avec des origines guadeloupéennes, est un athlète, fondateur du Freerunning ou Freerun, et cofondateur du Parkour avec David Belle. Il se fait connaître au Royaume-Uni grâce au documentaire de Mike Christie Jump London diffusé sur Channel 4 en septembre 2003 et sa suite, Jump Britain.
En 2006, il participe grâce à son sport à un James Bond, Casino Royale, en tournant une scène aux côtés de Daniel Craig. Il passe trois mois aux Bahamas pour travailler sur ce film.  Il tourne également dans le clip Hung up de Madonna en 2005, puis accompagne la chanteuse dans son Confession Tour en 2006, et figure dans le film The Tournament en 2009.
En 2018, Sébastien Foucan a participé au UK Ninja Warrior. Étant le 6e finaliste, il a achevé le parcours du combattant en 2 min 23 s.

## Filmographie
- 2006 : Casino Royale, Mollaka
- 2009 : The Tournament, Anton Bogart
- 2015 : The Antwerp Dolls (en), Marco
- 2019 : Creators: The Past[1], Tammuz